# Hunnebostrands församling
Hunnebostrands församling är en församling i Norra Bohusläns kontrakt i Göteborgs stift. Församlingen ligger i Sotenäs kommun i Västra Götalands län och ingår i Sotenäs pastorat.

## Administrativ historik
Församlingen bildades 1909 genom en utbrytning ur Tossene församling. 
Församlingen var till 1 maj 1917 annexförsamling i pastoratet Tossene, Askum, Bärfendal, Kungshamn, Hunnebostrand och Malmön. Från 1 maj 1917 var församlingen annexförsamling i pastoratet Tossene och Hunnebostrand som till 1962 även omfattade Bärfendals församling. Församlingen uppgick med Tossene församling 1992 i Hunnebostrand-Tossene församling vilken upplöstes 1995 och de två församlingarna återuppstod då och bildade åter ett gemensamt pastorat, för att från 2018 ingå i Sotenäs pastorat..

## Kyrkobyggnader
- Hunnebostrands kyrka

### Fotnoter
1. ↑  Stift, kontrakt och pastorat i nummerordning med ingående församlingar 2020-01-01, SCB, läs online.[källa från Wikidata]
2. ↑  Nationell Arkivdatabas Referenskod: SE/GLA/12541, läst: 13 juli 2018.[källa från Wikidata]
3. 1 2  Medlemmar i Svenska kyrkan i förhållande till folkmängd den 31.12.2019 per församling, kommun och län samt riket, Svenska kyrkan, läs online.[källa från Wikidata]
4. ↑  ”Förteckning (Sveriges församlingar genom tiderna)”. Skatteverket. 1989. http://www.skatteverket.se/privat/folkbokforing/omfolkbokforing/folkbokforingigaridag/sverigesforsamlingargenomtiderna/forteckning.4.18e1b10334ebe8bc80003999.html. Läst 17 december 2013.
5. ↑  ”Kyrkliga indelningar”. Statistiska centralbyrån. https://www.scb.se/hitta-statistik/regional-statistik-och-kartor/regionala-indelningar/kyrkliga-indelningar/. Läst 31 december 2022.